# Hal C. Kern
Harold „Hal“ Coleman Kern (* 14. Juli 1894 in Anaconda, Montana; † 24. Februar 1985 in Los Angeles) war ein US-amerikanischer Filmeditor.

## Leben
Hal C. Kern war ab 1915 als Filmeditor in Hollywood tätig. Für Filmproduzent David O. Selznick war er 16 Jahre lang unter Regisseuren wie Alfred Hitchcock, Victor Fleming, John Cromwell und King Vidor für den Filmschnitt bzw. dessen Beaufsichtigung zuständig. Zusammen mit seinem Kollegen James E. Newcom konnte er 1940 den Oscar in der Kategorie Bester Schnitt für Flemings monumentales Südstaatenepos Vom Winde verweht gewinnen. 1941 erhielt Kern für Hitchcocks Daphne-du-Maurier-Verfilmug Rebecca eine weitere Nominierung, auf die 1945 für das Kriegsdrama Als du Abschied nahmst eine dritte folgte.
In den 1950er Jahren betätigte sich Kern auch als Produktionsassistent, ehe er sich 1963 aus dem Showgeschäft zurückzog. Er starb 1985 im Alter von 90 Jahren in Los Angeles und wurde im Forest Lawn Memorial Park in Glendale beigesetzt. Er hinterließ seine Ehefrau Eileen Kern sowie zwei Kinder. Sein Bruder Robert Kern und sein Neffe Robert James Kern (1921–1998) arbeiteten ebenfalls als Filmeditoren.

## Filmografie (Auswahl)
- 1920: Daredevil Jack
- 1923: An der Grenze des Gesetzes (Within the Law)
- 1924: Ihre romantische Nacht (Her Night of Romance)
- 1925: Die Zwillingsschwester (Her Sister from Paris)
- 1925: Der Adler (The Eagle)
- 1926: Das Rätsel der Fledermaus (The Bat)
- 1926: Hoheit inkognito (The Duchess of Buffalo)
- 1927: The Dove
- 1927: Der Bettelpoet (The Beloved Rogue)
- 1928: Die Stunde der Entscheidung (The Woman Disputed)
- 1929: Alibi
- 1930: New York Nights
- 1930: Puttin’ on the Ritz
- 1931: Corsair
- 1931: Indiscreet
- 1933: Nachtflug (Night Flight)
- 1933: Die Hölle aus Stahl (Hell Below)
- 1936: Der kleine Lord (Little Lord Fauntleroy)
- 1936: Der Garten Allahs (The Garden of Allah)
- 1937: Ein Stern geht auf (A Star Is Born)
- 1937: Der Gefangene von Zenda (The Prisoner of Zenda)
- 1937: Denen ist nichts heilig (Nothing Sacred)
- 1938: Gauner mit Herz (The Young in Heart)
- 1939: Ein ideales Paar (Made for Each Other)
- 1939: Intermezzo
- 1939: Vom Winde verweht (Gone with the Wind)
- 1940: Rebecca
- 1942: Tarzan und die Nazis (Tarzan Triumphs)
- 1943: Stage Door Canteen
- 1944: Als du Abschied nahmst (Since You Went Away)
- 1945: Ich kämpfe um dich (Spellbound)
- 1946: Duell in der Sonne (Duel in the Sun)
- 1947: Der Fall Paradin (The Paradine Case)

## Auszeichnungen
- 1940: Oscar in der Kategorie Bester Schnitt  zusammen mit James E. Newcom für Vom Winde verweht
- 1941: Nominierung für den Oscar in der Kategorie Bester Schnitt für Rebecca
- 1945: Nominierung für den Oscar in der Kategorie Bester Schnitt zusammen mit James E. Newcom für Als du Abschied nahmst